# Futari Gurashi
Singles de Yūko Nakazawa
Kuyashi Namida Porori
(2001) Tokyo Bijin
(2002)
 Futari Gurashi  (二人暮し) est le sixième single en solo de Yūko Nakazawa, sorti en 2001. 

## Présentation
Le single sort le 1er août 2001 au Japon sous le label zetima, alors que Yūko Nakazawa venait de quitter le groupe Morning Musume. Il est écrit et produit par Tsunku. Il atteint la 13e place du classement de l'Oricon. Il se vend à 29 090 exemplaires la première semaine, et reste classé pendant trois semaines, pour un total de 39 720 exemplaires vendus. La chanson-titre figurera d'abord sur la compilation Petit Best 2 ~3, 7, 10~ de fin d'année, puis sur le deuxième album solo de la chanteuse, Dai Nishō ~Tsuyogari~, qui ne sortira que trois ans en plus tard en 2004 ; elle figurera aussi sur sa compilation Legend de 2008.

## Liste des titres
1. Futari Gurashi (二人暮し?)
2. Kōen Dōri no Kissaten (公園通りの喫茶店?)
3. Futari Gurashi (Instrumental) (二人暮し...?)